# Dazu
Dazu è una cittadina della provincia cinese del Sichuan che dista circa 170 km da Chongqing. È conosciuta soprattutto per le numerose grotte buddhiste, in cui sono presenti molte opere scultoree (compresi alcuni bassorilievi) risalenti ad epoche diverse (si va dal IX secolo fino al XII-XIII secolo. La tematica rappresentativa prevalente delle opere artistiche, seppur non esclusiva, è quella religiosa.